# Gigasiphon gossweileri
Gigasiphon gossweileri är en ärtväxtart som först beskrevs av Baker f., och fick sitt nu gällande namn av Antonio Rocha da Torre och Jean Olive Dorothy Hillcoat. Gigasiphon gossweileri ingår i släktet Gigasiphon och familjen ärtväxter. Inga underarter finns listade i Catalogue of Life.